# Zikmund II. Rákóczi
Zikmund II. Rákóczi, maďarsky Zsigmond Rákóczi (14. července 1622 Sárospatak –  4. února 1652 Făgăraș), byl sedmihradský kníže z uherského kalvínského šlechtického rodu Rákócziů a hrabě z Mukačeva.

## Život
Narodil se jako druhý syn Jiřího I. Rákócziho a jeho manželky Susanny Lorántffyové. Studoval v Sárospataku a poté v tehdejší Gyulafehérváru (rumunsky Alba Iulia). Byl talentovaným a zvídavým studentem. Byl velitelem jednoho ze sborů v protihabsburském tažení v roce 1644. Od roku 1647 byl guvernérem sedmi hrabství připojených k Transylvánii. V roce 1648, po smrti svého otce, se s matkou přestěhoval do Sárospataku. Byl to muž s velkým vzděláním, štědrý mecenáš věd a škol. Podporoval a bránil puritány.
Ačkoli otec chtěl, aby Zikmund Rákóczi usiloval o polské království, Zikmund, ale požádal o ruku princeznu Henriettu Marii Falckou z falcko-simmernské větve rodu Wittelsbachů, dceru Fridricha V., kurfiřta Falckého, který byl krátce (mezi lety 1619–20) také českým králem a Alžběty Stuartovny, vnučky anglického krále Jakuba I.Jejich svatba se konala 4. dubna 1651 v Sárospataku. Oddal je Jan Amos Komenský, který do země přijel o rok dříve.
Dne 4. února 1652 Zikmund Rákóczi předčasně zemřel, stal se, stejně jako jeho žena, jež zemřela o 5 měsíců dříve, obětí epidemie neštovic. Jejich manželství zůstalo bezdětné.